# Округ Маклејн (Илиноис)
Округ Маклејн (енгл. McLean County) је округ у америчкој савезној држави Илиноис.

## Демографија
По попису из 2010. године број становника је 169.572, што је 19.139 (12,7%) становника више него 2000. године.
| Група             | 2000.           | 2010.           |
| Белци             | 132.224 (87,9%) | 138.835 (81,9%) |
| Афроамериканци    | 9.305 (6,2%)    | 12.426 (7,3%)   |
| Азијати           | 3.087 (2,1%)    | 7.227 (4,3%)    |
| Хиспаноамериканци | 3.833 (2,5%)    | 7.434 (4,4%)    |
| Укупно            | 150.433         | 169.572         |